# Культурний десант
Культурний десант (коротка назва КД) — це неформальне об'єднання військовослужбовців творчих професій. Діяльність організації спрямована на підтримку морально-психологічного  стану, культурно-освітнього рівня та мотивації особового складу частин і підрозділів Сил безпеки та оборони України за допомогою культури та мистецтва.
Ключова мета об'єднання — розвивати культурну взаємодію у війську та дбати про ментальне здоров'я військовослужбовців. Для реалізації цієї мети Культурний Десант організовує та проводить культурно-мистецькі й освітні заходи для особового складу частин та підрозділів СБОУ.
З червня 2022 року та на момент квітня 2024 року КД провів понад 3700 заходів для військовослужбовців 117 бригад та окремих батальйонів усіх видів і родів військ Збройних сил України, а також для Національної гвардії, Державної прикордонної служби, Державної служби з надзвичайних ситуацій та Служби безпеки України. Заходи проходять вздовж всієї лінії бойового зіткнення, в закладах підготовки, лікування та відновлення бійців.
Задля підвищення престижу та привабливості служби в підрозділах Збройних сил України, Культурний Десант створив пісні та гімни для бригад та родів військ СБОУ: гімн Десантно-штурмових військ, піхоти, бойових медиків, працівників оборонно-промислового комплексу, іронічний гімн українського Білгорода. Створено айдентику для окремих підрозділів ЗСУ.

## Історія
Ініціатором створення та очільником Культурного Десанту є музикант, поет і телеведучий, а сьогодні офіцер ЗСУ — Миколай Сєрга. Спершу Миколай самостійно проводив творчі мистецькі заходи у своєму та суміжних підрозділах. Згодом долучилися Олександр Чемеров, Мойсей Бондаренко та Олександр Ярмак. В такому складі проходили перші заходи Культурного Десанту.
Через кілька місяців роботи 6 вересня 2022 року зареєстровано ГО «Культурний десант». Створення громадської організації дозволило залучати цивільних артистів та зірок шоу-бізнесу до роботи.
Роботу ініціативи помітили в командуванні Збройних сил України та доручили штатним підрозділам морально-психологічного забезпечення сприяти проведенню заходів Культурного Десанту по всій військовій вертикалі. Робота з МПС особового складу стала одним з пріоритетів Головнокомандувача Валерія Залужного. За його дорученням розпочався пошук культурних діячів у війську та їхнє залучення до роботи Культурного Десанту.
З початку 2023 року почали формуватися окремі мистецькі мобільні групи Культурного Десанту. Перший пріоритет — робота з підрозділами, що готувалися до літньої контрнаступальної операції на півдні.
До кінця року Культурний Десант сформував 6 окремих мистецьких мобільних груп за напрямками роботи та власний оркестр, який отримав назву бригади, на базі якої функціонував Культурний Десант — «Оркестр 59».
П'ять мобільних мистецьких груп працюють з підрозділами вздовж всієї лінії фронту. Окрема група займається роботою з пораненими бійцями в госпіталях та реабілітаційних центрах. Основним завданням Оркестру 59 є проведення публічних мотиваційних заходів в тилових громадах. Вони спрямовані на підвищення мотивації цивільних приєднуватися до війська. Також до обов'язків оркестру входить робота з мобілізованими новобранцями в навчальних центрах.
Для висвітлення діяльності об'єднання, а також для підготовки матеріалів, які підвищують престиж частин та підрозділів Збройних сил України, сформовано медіа-відділ Культурного Десанту. Сукупне місячне охоплення аудиторії становить на початок 2024 року понад 12 млн осіб.
Станом на початок квітня 2024 року Культурний Десант складається з 61 військовослужбовця та 11 цивільних осіб. В цьому складі команда проводить щоденно більше 20 заходів вздовж всієї лінії фронту, в навчальних центрах, закладах лікування/відновлення — для військових, а також в тилових громадах та на деокупованих територіях — для цивільних.

## Структура
Організаційно-штатна структура Культурного Десанту складається зі штабу, менеджерів проєктів, медіа-відділу, міжнародного напрямку, Оркестру 59 та шести мобільних мистецьких груп (Харківська, Краматорська, Донецька, Запорізька, Херсонська групи та група по роботі з пораненими в госпіталях та реабілітаційних центрах).

## Проєкти

### «Книга на фронт»
Проєкт Культурного Десанту, що забезпечує військовослужбовців актуальною нон-фікшн та художньою літературою. Для цього створили розгалужену мережу партнерств з книгарнями та видавництвами, які дають можливість відвідувачам придбати книги для військових та залишити побажання захисникам.
До проєкту «Книга на фронт» вже долучилися основні книжкові торговельні мережі (КСД, Книгарня Є, КнигоЛенд, Буква), незалежні книгарні (Сенс, Герої, Ніша, kulturni, Моя Книжкова Полиця), видавництва (Наш Формат, Книголав, Фабула, Ранок, КМ-Букс, Видавництво Старого Лева) та Київська муніципальна книгарня «Сяйво книги».
У співпраці з онлайн-книгарнею Yakaboo «Книга на фронт» поширює серед військовослужбовців 10 тис. промокодів для безкоштовного доступу бійців до електронної «Бібліотеки героїв». За цими промокодами військовослужбовці отримують вільний доступ до десятків аудіо та понад 500 електронних книжок.
У квітні 2023 року «Книга на фронт» стали партнерами з Міністерством культури та інформаційної політики України. За час співпраці МКІП передав військовим через «Книгу на фронт» понад 6500 книжок. Загалом, за час функціонування проєкту бійцям передано понад 19000 книжок та близько 4000 безкоштовних доступів до електронної бібліотеки Yakaboo.

### «Сила книги»
Проєкт Культурного Десанту спрямований на залучення публічних інтелектуалів до роботи з військовослужбовцями у форматі сторітелінгу. Адже недостатньо просто привезти книги, потрібно зацікавити військовослужбовців їх прочитати. Для цього учасники проєкту просто і лаконічно розповідають історії, що надихають бійців читати. Це допомагає покращити морально-психологічний стан та вмотивованість особового складу.
«Сила книги», спільно з фахівцями міжнародної культурної громадської організації PEN Ukraine, визначили 5 пріоритетних книг для військових:
- «Плем'я» Себастьяна Юнґера;

- «Людина у пошуках справжнього сенсу» Віктора Франкла;

- «Застеляйте ліжко. Дрібниці, які можуть змінити ваше життя, а можливо, і світ» Вільяма Макрейвена;

- «Війна як внутрішнє переживання» Ернста Юнґера;

- «Брама Європи. Історія України від скіфських воєн до незалежності» Сергія Плохія.

Прочитавши ці книги бійці зможуть краще зрозуміти природу війни, її історичний контекст, значення спільноти та самодисципліни на війні, а також важливість визначення власного сенсу життя, який не дозволить «опустити руки» в критичних ситуаціях.
До проєкту «Сила книги» вже долучилися: брати Капранови, Лесь Подерв'янський, Данило Яневський, Олесь Санін та інші.
Для того, щоб пріоритетні книги були в кожному підрозділі, Культурний Десант закуповує їх централізовано. За підтримки соціально-відповідального бізнесу регулярно контрактує ці книги та інші важливі видання великими накладами. За час роботи проєкту було закуплено і передано бійцям понад 10000 книжок.

### «Фронтова студія»
Пересувна студія відео/звукозапису подкастів та інтерв'ю, що працює у військових підрозділах вздовж лінії фронту. Проєкт шукає талановитих військових, які написали вірш або пісню, але не мають змоги її професійно оформити та записати. В цьому їм допомагають учасники «Фронтової студії». Паралельно до запису пісні проходять знімання інтерв'ю з автором, в якому він/вона розповідає про свій бойовий шлях та історію цієї пісні. До проєкту залучені професійні ведучі, сонґрайтери, звукорежисери та відеооператори.
Ведучими Фронтової студії стали очільник Культурного Десанту — Миколай Сєрга та відомий музикант і продюсер, музичний продюсер Культурного Десанту — Олександр Чемеров.
Завдяки проєкту «Фронтова студія» культурні діячі, що служать у війську, отримують можливість створити та популяризувати унікальний український культурний контент. За підсумками проєкту буде випущено музичний альбом на ключових стрімінгових сервісах, а також серія інтерв'ю з героями проєкту на ютубі.
Проєкт створює ціннісні мости між цивільною та військовою спільнотами, заохочує суспільство до підтримки потреб війська та мобілізації, а також популяризує військову культуру.

### Міжнародний напрямок
Культурний Десант посилює дипломатичні зусилля України у США. Спільно з Міністерством оборони, Міністерством закордонних справ й Міністерством культури та інформаційної політики України, в травні-червні 2024 року, здійснить великий тур Америкою задля підсилення урядової адвокаційної кампанії на підтримку України у США.
Культурно-дипломатична місія Культурного Десанту складається з талановитих артистів-військовослужбовців, що брали участь у збройному протистоянні агресору, отримали поранення та пройшли реабілітацію. Представлення українського культурного продукту в їхньому виконанні покликане позитивно впливати на американську громадську думку щодо підтримки України.
Протягом туру команда Культурного Десанту працюватиме над створенням документального фільму, який розповість про підтримку України у США. В основу фільму ляжуть відгуки і реакція американської публіки на виступи і особисті історії артистів-військовослужбовців. Стрічка покаже, що саме мистецтво володіє найкращим потенціалом об'єднувати і досягати порозуміння там, де раціональні аргументи не допомагають.

### Мобілізаційна кампанія
Інформаційний супровід літньої наступальної кампанії української армії 2023 року сформував у громадян викривлене сприйняття реальності. Через це багато людей вирішило, що їм не доведеться долучатися до війська, бо «от-от вже й перемога».
З огляду на це Культурний Десант проводить комплекс заходів спрямованих на залучення добровольців до лав СБОУ, як онлайн, так і офлайн, з різними цільовими аудиторіями та у різних форматах культурно-інформаційного впливу.

###### Онлайн
Медіа-відділ Культурного Десанту веде сторінки проєкту Voice of War у соціальних мережах. Формат передбачає знімання та поширення коротких відеороликів бійців з передової. Вони відповідають на найбільш поширені питання від ухилянтів: «свавілля ТЦК», «не оголосили війну», «нехай діти депутатів воюють» і т. д.
Цей формат руйнує пропагандистські кліше, які заполонили соцмережі та повертає населення до актуальних тем протистояння російській агресії. Середнє охоплення аудиторії складає понад 6 млн осіб на місяць.

###### Офлайн
В рамках рекрутингової кампанії Культурного Десанту Оркестр 59 проводить тур тиловими громадами з публіцистичним мюзиклом національно-патріотичного спрямування. В ньому переплітаються основні історичні віхи боротьби за незалежність з сьогоднішнім днем. Сценарій побудований наративним способом. Учасники не грають чиїсь ролі, а розповідають прості історії від першої особи, які зрозумілі кожному. Через це глядачі легко ототожнюють себе з дійовими особами.
Під час виступу не звучить жодних закликів до мобілізації. Через це він не сприймається як пропагандистське нав'язування. Завдання мюзиклу — зародити у глядачів самостійну ідею долучитися до боротьби. Але так, щоб рішення діяти було їхнім власним, а не нав'язаним лінійною пропагандою, яка вже давно не працює.